# Chaîne à neige
 (juin 2017).
Si vous disposez d'ouvrages ou d'articles de référence ou si vous connaissez des sites web de qualité traitant du thème abordé ici, merci de compléter l'article en donnant les références utiles à sa vérifiabilité et en les liant à la section « Notes et références ».

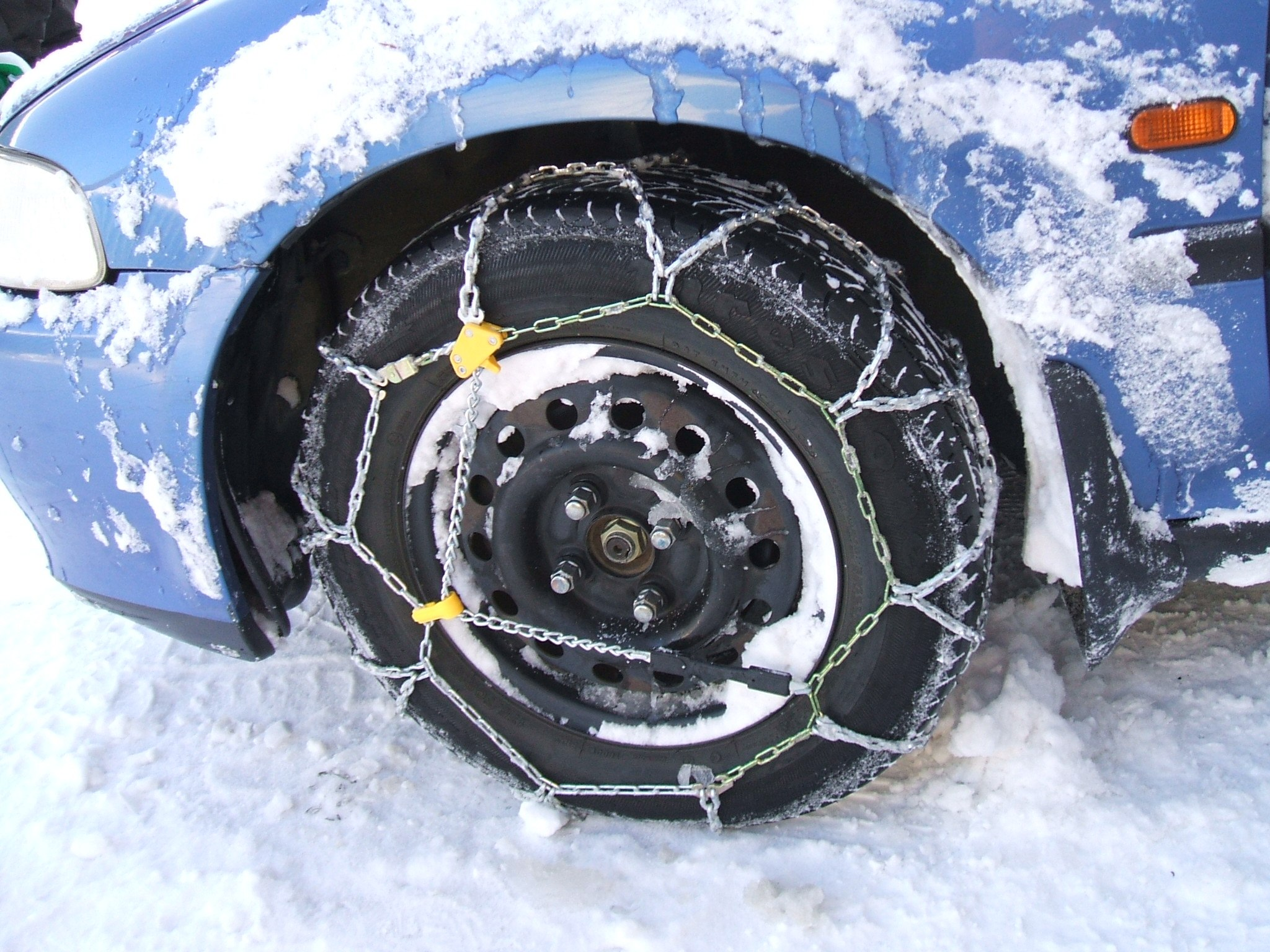
Chaine à neige montée sur une roue de véhicule

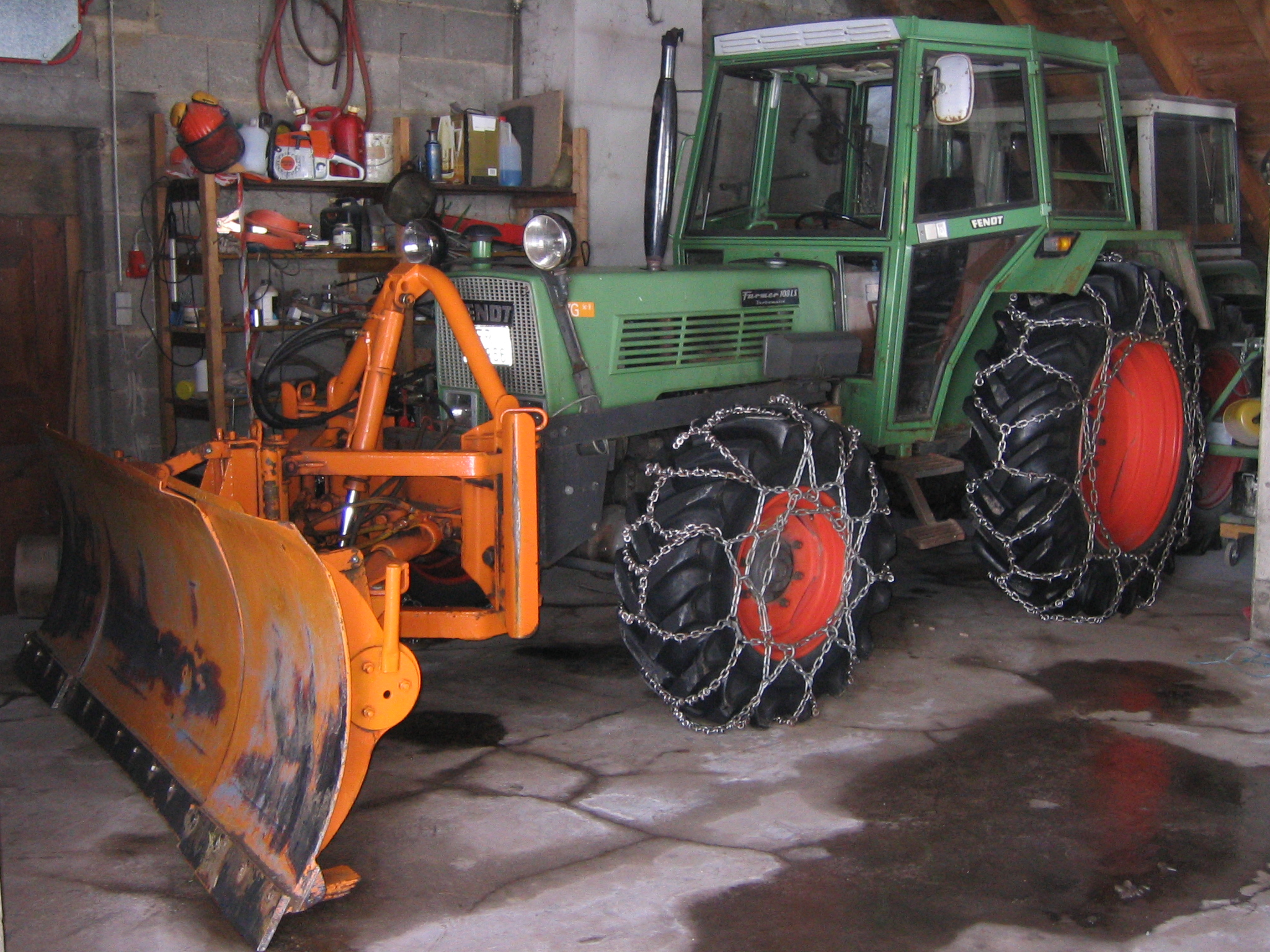
Tracteur chasse-neige avec chaînes

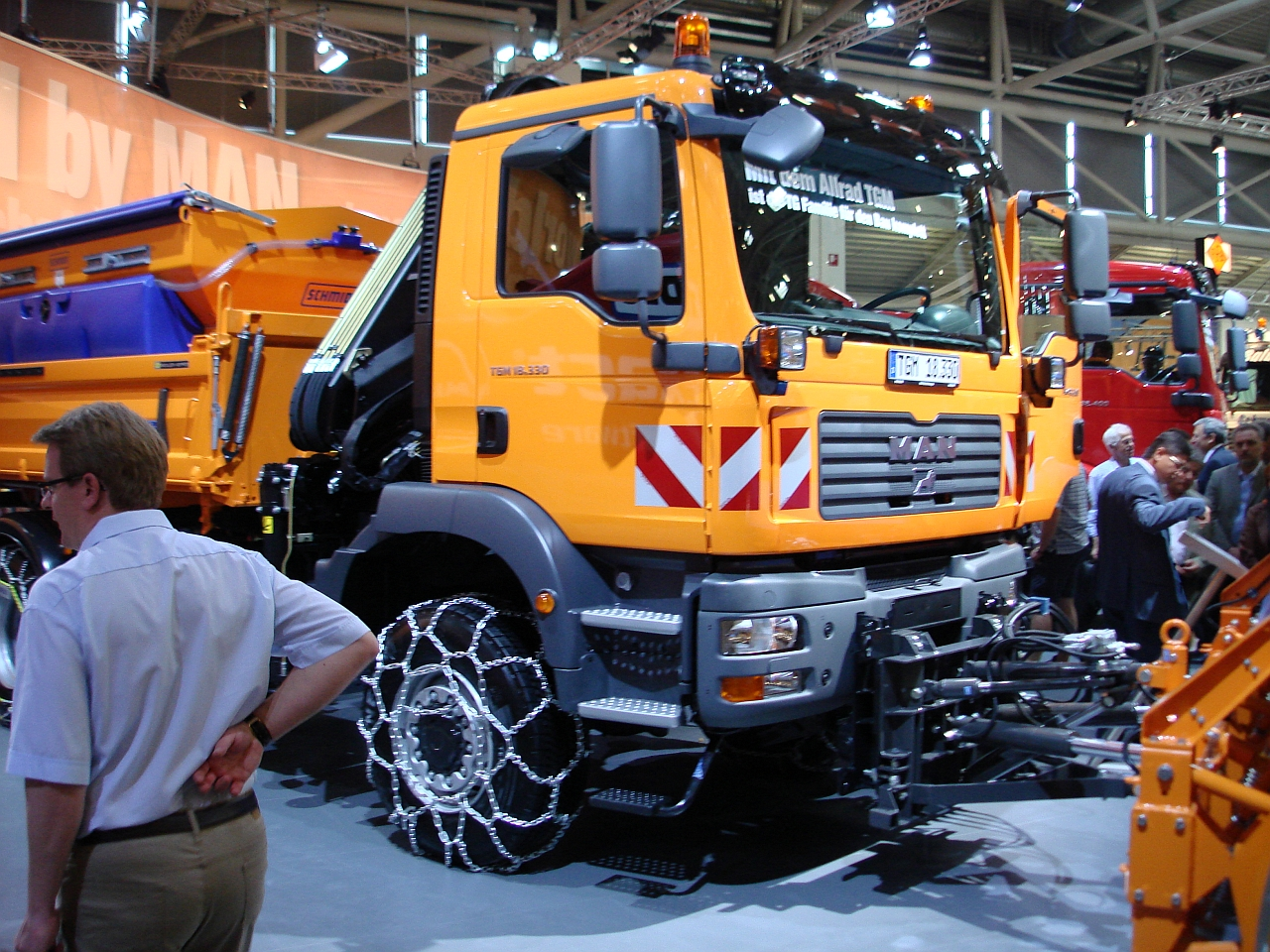
Chaînes sur un camion chasse-neige

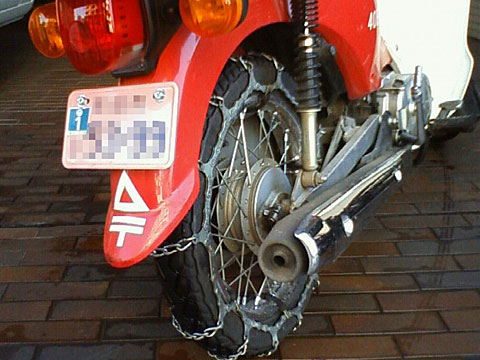
Chaînes sur une moto

Les chaînes à neige sont un ensemble de portions de chaîne en métal placé autour des pneus destinées à renforcer l'adhérence du véhicule déjà équipé ou en l'absence de pneus d'hiver sur des surfaces enneigées. Elles sont de différentes tailles adaptées à la diversité de types de tailles de roue.

## Histoire
Les chaînes à neige ont été inventées par l'américain Harry D. Weed habitant Canastota. Le 23 août 1904, un brevet lui est délivré.
Le 16 juillet 1935, le Canadien Auguste Trudeau obtient un brevet d'invention pour sa chaîne d'automobile portante et antidérapante. Le dossier du brevet contient la revendication d'invention, une description de la chaîne et les dessins d'Auguste Trudeau authentifiés par le procureur E.J. Fetherstonhaugh.

## Réglementation

### France
En France, leur utilisation est obligatoire sur au moins deux roues motrices, signalée par le panneau B26  et leur fin de prescription par le panneau B44 .

## Montage
- L'opération de montage doit être anticipée.
- Faire celui-ci avant d'arriver dans une côte dangereuse ou étroite

En effet la montée en altitude augmente conjointement de très nombreux paramètres aggravants.
- vent : il décuple le froid, refroidissement éolien qui augmente avec l'altitude (exposition) ;
- froid : communément, on admet une baisse de 1 °C tous les 100 m[3] ;
- quantité et densité de chute de neige, en augmentation avec l'altitude mais disparaissent dès que l'on est au-dessus des nuages ;
- congères, formées par le vent, aggravées éventuellement par des facteurs particuliers :
  - l'intensité du vent augmente toujours beaucoup avec l’altitude ;
  - y concourent conjointement : dégagement et/ou exposition (pas d'obstacles) ;
  - y concourent conjointement : l'effet vent de couloir (effet Venturi, que l'on retrouve aussi sur les crêtes) ;
  - autre élément mécanique aggravant, avec l'altitude, les flocons sont plus poudreux (froids, petits et secs), d'où  augmentation de reptation, saltation, et diffusion/suspension.
  - il faut avoir conscience que le danger peut apparaître en quelques minutes dans des épaisseurs  surprenantes.
- Une autre condition peut créer un cercle vicieux : la forte chute de neige mouillée, de gros flocons collants :
  - réduisant drastiquement la visibilité externe, entrainant l'impossibilité de distinguer les obstacles.
  - visibilité interne réduite par de la buée intérieure.
  - perte de fonctionnement des essuie-glace (les paquets collants s’agglutinent et suppriment leur souplesse, réduisant ainsi leur efficacité).
- incidence de la pente : il devient vite très délicat de faire un montage en pente (exemple: mauvaise efficacité du frein à main).
- isolement : éloignement de toute possibilité de recevoir de l'aide.
- transi et peu-vêtu, le conducteur peut-être incapable d'effectuer ce montage.
- etc.

Malgré tous les préparatifs, en conditions réelles, le conducteur même aguerri se fait surprendre. L'installation se fait trop souvent en conditions dangereuses :
- préparer le triangle de présignalisation et le gilet jaune (de visibilité),
- demander aux passagers et passagères de se mettre en amont (le plus important !),
- placer éventuellement un passager en aval, pour signaler le danger et inciter à ralentir,
- penser que la visibilité peut-être très réduite (temps de grosse neige).
- Avant d'aborder un col, il existe toujours des espaces spécialement aménagés.

## Problèmes possibles avec les chaînes
- Une vitesse maximum généralement de 30  à   50 km/h est recommandée avec les chaînes[4].
- Une conduite sur route sèche durant une période étendue use plus vite les chaines mais aussi les pneus.
- Certaines chaînes doivent être retendues après avoir parcouru une courte distance. Une chaîne trop grande ou pas assez tendue peut dégrader voire accrocher des parties du châssis ou de la carrosserie.

## Évolution
On trouve désormais sur le marché de l'accessoire automobile des chaînes dites « universelles » prévues pour s'adapter pour toutes les tailles de roues, anticipant un changement de véhicule futur et aisées à monter. Certains systèmes ne sont plus du tout des chaînes mais des bandes cloutées fixées directement sur la jante ou des enveloppes en tissu spécial enrobant la roue, désignées par le terme "chaussettes à neige". Certains autres systèmes combinent chaînes et clous pour un usage neige et glace.